# غارة دارتموث (1751)
غارة دارتموث (ويشار إليها أيضًا باسم مذبحة دراتموث) وقعت خلال حرب الأب لو لوتر في 13 مايو 1751 عندما هجمت ميليشيات الأكاديين والميغماك من تشيجنيكتو، تحت قيادة جوزيف بروسارد الأكاديني، على دارتموث، بنوفا سكوشيا، وهو ما أسفر عن تدمير المدينة ومقتل عشرين قرويًا بريطانيًا. وقد كان هذا الهجوم واحدًا من سبع هجمات شنها السكان المحليين والأكاديين على المدينة خلال الحرب.

## السياق التاريخي

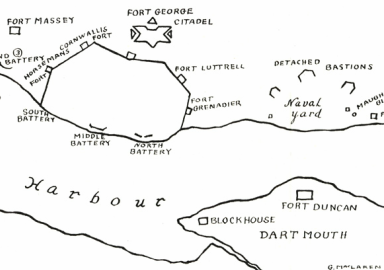
حصن يطل على دارتموث كوف

على الرغم من الغزو البريطاني لأكاديا عام 1710، ظلت نوفا سكوشيا تحت احتلال الأكاديين الكاثوليكيين والميغماك. ولمنع إقامة مستوطنات بروتستانتية في المنطقة، شن الميغماك هجومًا على المستوطنات البريطانية الحديثة شلبورن (1715) وكانسو (1720). وبعدها بجيل، بدأت حرب الأب لو لوتر عندما وصل إدوارد كورنواليس لإنشاء هاليفاكس مع 13 سفينة في 21 يونيو 1749. وبإنشاء هاليفاكس من طرف واحد، تكون بريطانيا بذلك قد انتهكت المعاهدات التي قد أبرمتها مع الميغماك (1726)، والتي تم توقيعها بعد حرب الأب رال.
وعلى الرغم من الغزو البريطاني لأكاديا عام 1710، ظلت نوفا سكوشيا تحت احتلال الأكاديين الكاثوليكيين والميغماك. وبمجرد وصول كورنواليس إلى هاليفاكس، كان هناك تاريخ طويل يشهد على حماية كونفدرالية واباناكي (والتي تضمنت الميغماك) لأرضهم بقتلهم المدنيين البريطانيين في نيو إنجلاند/ حدود أكاديا في ماين (انظر حملات الساحل الشمالي الشرقي 1688، و1703، و، و1724، و1745، و1746، و1747).
شرع البريطانيون بسرعة في بناء مستوطنات أخرى. وللحماية ضد هجمات ميغماك، والأكاديين، والفرنسيين على مستوطنات البروتستانتيين الجديدة، تم إنشاء التحصينات البريطانية في هاليفاكس (1749)، بيدفورد (فورت ساكفي) (1749), ودارتموث (1750)،و لونينبيرج (1753) ولورنستاون (1754). كما كان هناك عدة غارات شنتها الميغماك والأكاديون على هذه القرى مثل الهجوم على دراتموث (1751).
فقد كان هناك هجوم على القرى الموجودة في منطقة دراتموث عام 1749 (انظر أيضًا الهجوم على دارتموث (1749)). وفي رد على هذه الهجمات، عرض الحاكم إدوارد كورنواليس مكافأة على كل رأس من شعب الميغماك. دفع الجيش البريطاني للرينجرز نفس المكافأة لكل رأس كما دفع الجيش الفرنسي للميغماك في مقابل رؤوس الجيش البريطاني.
بالإضافة إلى ذلك، ولتنفيذ هذه المهمة، تم تكليف سريتين من الرينجرز، إحداهما بقيادة الكابتن فرانسيس بارتيلو والأخرى بقيادة الكابتن وليام كلافام. وقد خدمت هاتان السريتان جنبًا إلى جنب مع سرية جون جورام. وهكذا جابت السرايا منطقة هالفاكس بحثًا عن الميغماك.